# Saint-Xandre
Saint-Xandre là một xã trong tỉnh Charente-Maritime trong vùng Nouvelle-Aquitaine, tây nam nước Pháp. Xã Saint-Xandre nằm ở khu vực có độ cao trung bình 20 mét trên mực nước biển.